# 东非共同体
东非共同体（英語：East African Community），簡稱東共體（EAC），是由肯尼亚、乌干达、坦桑尼亚、布隆迪、卢旺达、南苏丹、刚果民主共和国和索马里8个东非国家组成的区域性国际组织。该组织于1967年首次成立，1977年解散；其後在2000年由肯尼亚、乌干达和坦桑尼亚在阿鲁沙重新組織成立，总部也设于阿鲁沙。2004年，三国签订条约，成立关税同盟，于2005年1月生效。
2007年6月18日，布隆迪与卢旺达两国正式加入东非共同体，成员国增至5个。东非共同体五国提出2015年合并成为统一的联邦国家（东非联邦）。该联邦将拥有共同的宪法、总统、议会和货币。但目前仍未成立。
2016年3月，独立不久的南苏丹加入东非共同体获得批准。2022年2月26日，在东非区域领导人线上特别峰会上，刚果民主共和国（DRC）正式加入东非共同体。2024年3月，索马里正式成为东非共同体第8个成员国。

## 成員國
| 国名           | 首都     | 加入时间 | 人口        | 面积 (km2) | 国内生产总值（GDP） ($bn) | 人均收入($) | 貨幣（ISO 4217）        |
| -------------- | -------- | -------- | ----------- | ---------- | ------------------------- | ----------- | ----------------------- |
|                | 内罗毕   | 2000     | 47,564,296  | 580,367    | 60.937                    | 1,417       | 肯亞先令（KES）         |
| 坦桑尼亚       | 多多马   | 2000     | 59,441,988  | 945,087    | 48.089                    | 1,029       | 坦尚尼亞先令（TZS）     |
| 乌干达         | 坎帕拉   | 2000     | 42,885,900  | 241,550    | 27.519                    | 711         | 烏干達先令（UGX）       |
|                | 基特加   | 2007     | 12,574,571  | 27,834     | 2.896                     | 315         | 蒲隆地法郎（BIF）       |
| 卢旺达         | 基加利   | 2007     | 12,955,768  | 26,338     | 7.891                     | 717         | 盧安達法郎（RWF／RWFR） |
| 南蘇丹         | 朱巴     | 2016     | 13,249,924  | 644,329    | 13.904                    | 1,221       | 南蘇丹鎊（SSP）         |
| 刚果民主共和国 | 金沙萨   | 2022     | 92,378,000  | 2,344,858  | 77.486                    | 501         | 剛果法郎（CDF）         |
|                | 摩加迪沙 | 2024     | 15,000,000  | 637,661    | 20.641                    | 1,321       | 索马里先令（SOS）       |
|                |          |          | 281,050,447 | 4,810,363  | 238.722                   | 849         |                         |

## 发展沿革

### 第一次成立
1967年6月，乌干达、肯尼亚、坦噶尼喀三国决定成立东非共同体，取代东非共同事务组织；成立东非议会，取代中央立法大会。1967年12月乌干达、肯尼亚、坦桑尼亚三国签署《东非共同体条约》，有效期十年；东非共同体正式成立，总部设在坦桑尼亚阿鲁沙。
东非共同体最高权力机关为“东非最高当局”，由三国元首组成。执行机构是“东非部长理事会”和五个专门委员会：
- 财政
- 共同市场：三国产品自由流通，互免关税
- 经济咨询
- 交通
- 研究和社会委员会

公共事业包括：
- 东非铁路公司（总部设在肯尼亚）
- 东非航空公司（英语：East African Airways）（总部设在肯尼亚）
- 东非港口公司（总部设在坦桑尼亚）
- 东非邮电公司（英语：Postage stamps and postal history of Kenya, Uganda, Tanganyika）（总部设在乌干达）

后因坦桑尼亚与乌干达之间政治分歧（如烏坦戰爭）和经济摩擦加剧于1977年条约期满解体。1983年11月16日，在世界银行斡旋下，三国达成协议解决了共同体遗留下来的资产与债务问题。

### 第二次成立
1993年11月30日，坦桑尼亚、肯尼亚、乌干达三国签订关于建立东非合作委员会的三方协议（Agreement for the Establishment of the Permanent Tripartite Commission for East African Co-operation）。
1996年3月14日，东非合作委员会秘书处正式成立。12月，东非商业委员会成立。
1997年3月5日，东非证券管理局成立，以协调三国资本市场的开发与合作。4月，合作体第2届首脑会议通过《1997~2000年东非合作体发展战略》。 8月28日，合作体部长委员会同意在2000年完成统一关税的目标，通过了将东非合作体协议升格为条约的指导性文件，制订了扩大成员的标准。
1998年2月，三国外长联合出访比利时、美国、日本、英国四国，谋求捐助国同意资助三国道路网建设。4月，合作体部长委员会第9次会议提出了《东非共同体条约》草案，决定将合作体协议升格为东非共同体条约。5月22日，三国签署内河和海上航运协议、交通协议和国防合作谅解备忘录。5月25~26日，东非合作体秘书处、欧洲联盟和世界银行共同召开东非合作体道路网捐助会议。6月2日，三国举行联合军事演习。
1999年1月22日，合作体第3届首脑会议召开，同意年内签署东非共同体条约，三国外长还签署了联合外交备忘录。3月31日，三国开始颁发东非护照。5月6日，合作体部长委员会举行会议，讨论关税与贸易等问题，决定在2000年7月1日实行合作体内零关税和统一对外关税。11月21日，合作体部长委员会特别会议通过26点行动计划，包括6个月内批准共同体条约、决定接纳其他成员国、4年内完成关税同盟条约等内容。11月30日，三国总统在阿鲁沙市签署《东非共同体条约》，宣布正式成立东非共同体。
2000年7月7日，共同体条约经三国议会完成批准手续后正式生效。
2001年1月15日，三国举行共同体正式成立仪式，并举行首届首脑会议，会议选举肯总统莫伊为首届主席，同时签署了下列协定草案：《接纳新成员协定》《首脑会议规则与程序协定》《接纳观察员协定》《联合缉毒协定》和《标准化、质量保证、计量与检验协定》。4月24日，三国国家元首在阿鲁沙举行为期一天的首脑会议，会议批准了共同体2001~2005年发展计划及秘书处新任秘书长人选。2001年11月，东非共同体议会和东非法院在坦桑尼亚阿鲁沙成立，三国总统均出席成立仪式。随后，东非共同体议会举行首次会议。
2002年1月，共同体议会在坎帕拉召开第二次会议，讨论了在实现经济一体化之前先建立东非政治联盟（东非联邦）等议题。4月，共同体第二届特别首脑会议在坎帕拉举行，就建立关税同盟的条款进行了商谈，但未能签署最终协定，同时暂时拒绝了卢旺达和布隆迪两国加入共同体的申请。
2004年，三国签订条约，成立关税同盟，于2005年1月生效。
2006年11月，东共体制定第三次东非发展战略，提出宏伟目标：即在2010─2015年期间建立一个社会转型的现代化的东非共同体。
2007年6月18日，卢旺达和布隆迪加入东共体条约。7月1日，两国成为正式成员国。
2008年工作重点仍是继续加强实施关税同盟。在东共体发展中，关税同盟对共同体内经济贸易发展和提高国民收入发挥了重要作用，这些发展增强了2012年建立东非共同市场的信心。东非关税联盟实施以来，肯、坦和乌三国贸易从2004年15.2亿美元增长到2008年19亿美元，增长20%。东非共同体加强关税同盟的工作重点是消除不同程度存在的阻碍成员国间经济贸易合作发展的非关税壁垒，为实现关税同盟的各项目标扫除障碍。2008年8月起东非五国开始货币联盟磋商，提出货币联盟体制和框架，为实现东共体社会、经济和政治一体化打下基础。
2008年6月，东非议会通过了东非共同体2008/09财政年度预算，总额为4,040万美元。此次预算增加了东共体在2006年至2010年发展重点战略项目投入，强调在法律和司法体系、协议、政策、规章、程序和标准等方面的发展与和谐。涉及领域还包括促进防务、和平及安全，加强财政、立法、监督、行政管理及信息技术，加强人力资源建设，促进社会及经济可持续发展，政治一体化，气候变化及环境保护等。
2009年11月20日，《建立东非共同体共同市场协议》签署。
2013年11月30日第十五届东非共同体首脑峰会在乌干达首都坎帕拉举行，肯尼亚、乌干达、坦桑尼亚、布隆迪和卢旺达5国领导人共同签署了东非共同体货币联盟协议。根据协议，东非共同体成员国将出让金融和汇率政策给地区央行，授权地区央行监测和制定成员国宏观金融政策。该协议规定，成员国加入货币联盟必须实现既定的宏观经济条件，并在加入货币联盟的至少前三年持续保持通货膨胀率不能超过5%，财政赤字不能超过国内生产总值6%，国内生产总值税负率最低为25%。此外，成员国还要满足经济融合条件。
2016年4月15日，南苏丹加入东共体条约。9月5日，南苏丹成为正式成员国。
2022年2月26日，在东非区域领导人线上特别峰会上，刚果民主共和国正式加入东非共同体，同时索马里也申请加入东共体。此次峰会上，乌总统穆塞韦尼呼吁加强东共体间的交流合作，穆表示这将有利于区域和平与安全，同时将创造更大的商品市场，增加民众福祉。本次会议确立了东非货币研究所的成立日期为2021年7月1日。根据货币联盟协议，於2024年之前实现东共体货币统一。
2023年3月17日，「東非共同體」（EAC）貨幣事務委員會召開會議，原定2024年實施共同貨幣，受到相關配套措施限制尚不可行，目前調整為在2031年推動。
2023年12月15日，索马里签署东共体条约。2024年2月10日，索马里议会批准加入东共体条约，3月4日交存核准书，正式成为东共体第8个成员。

## 展望

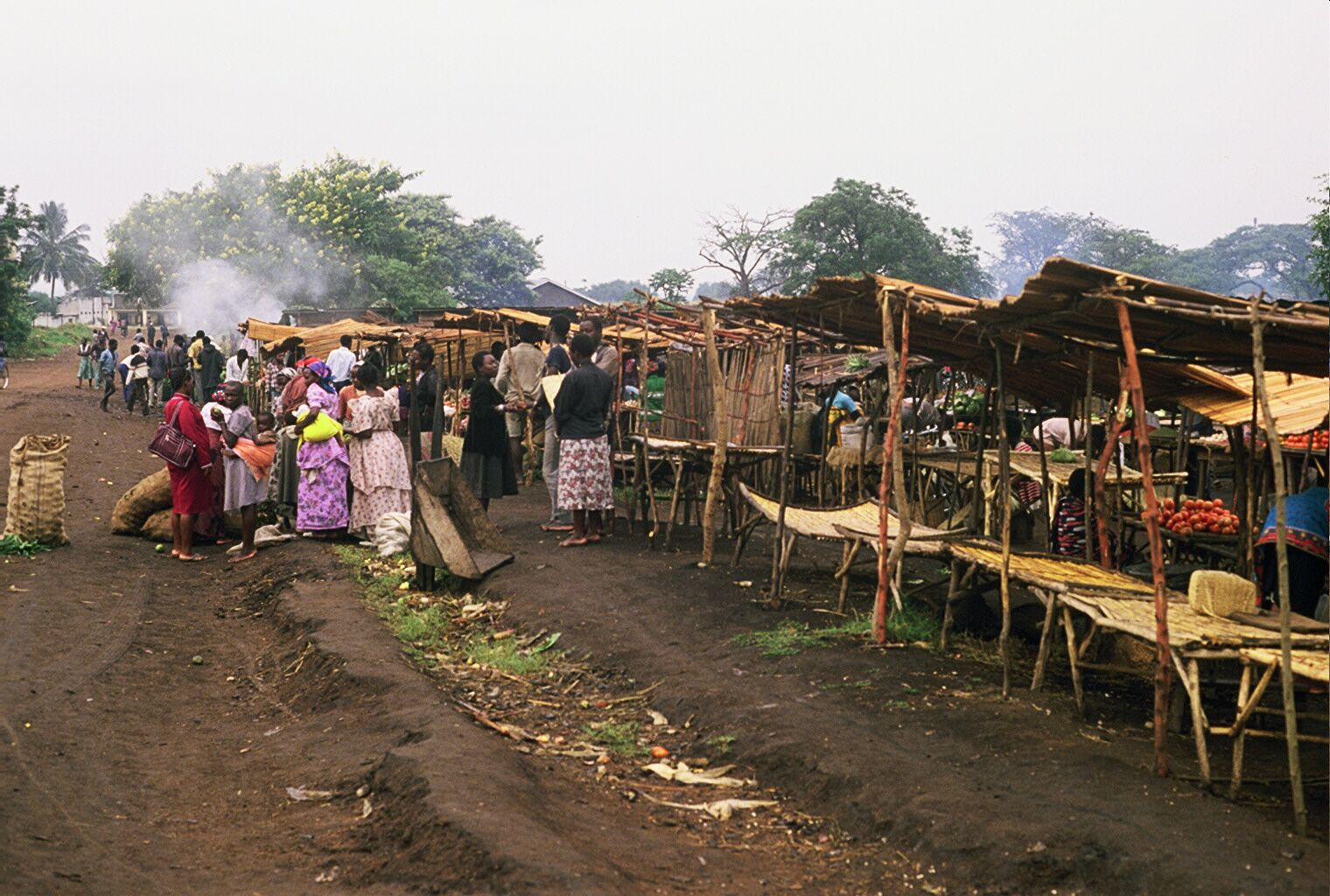
烏干達的市場

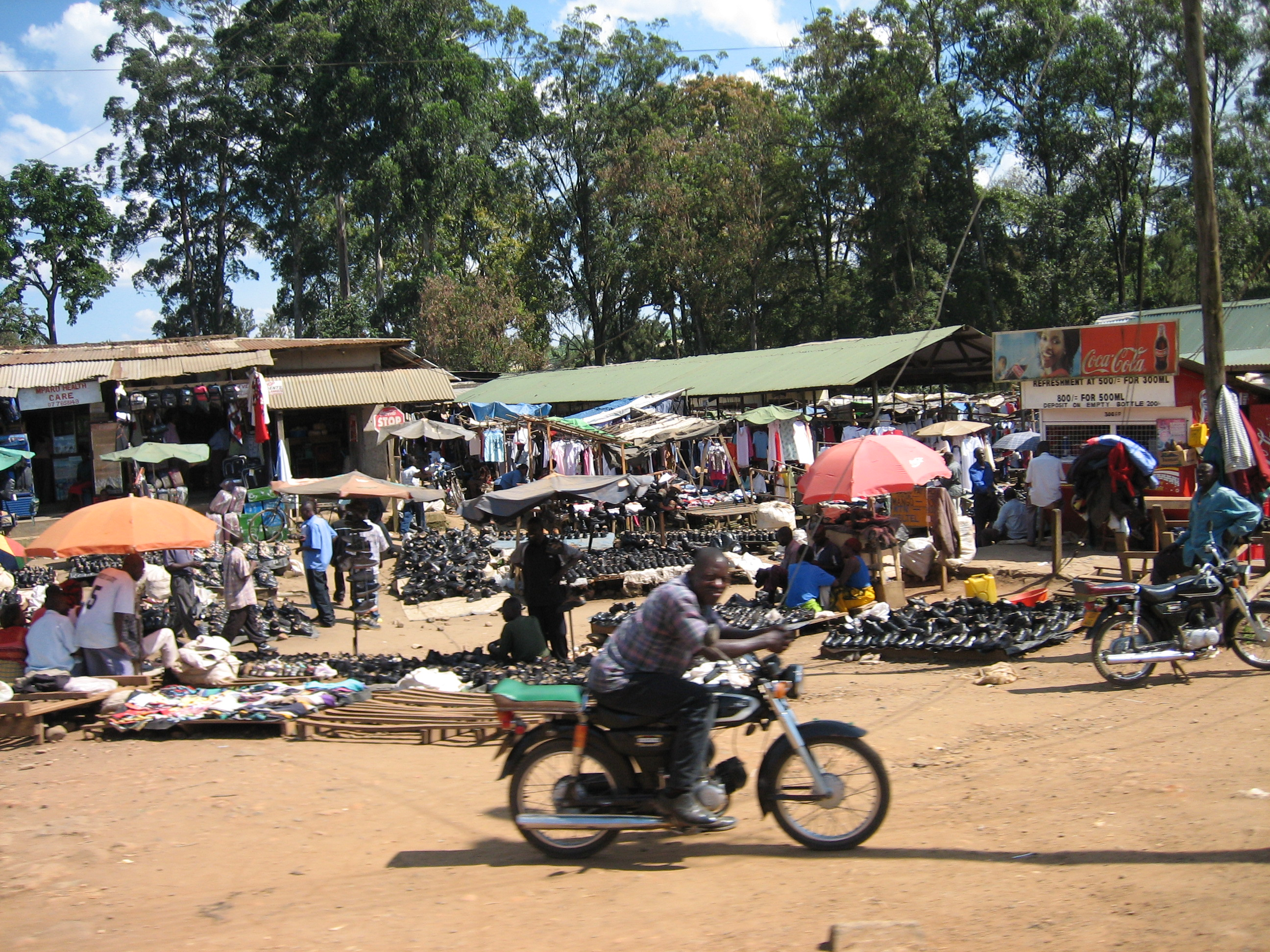
東非的皮鞋市場

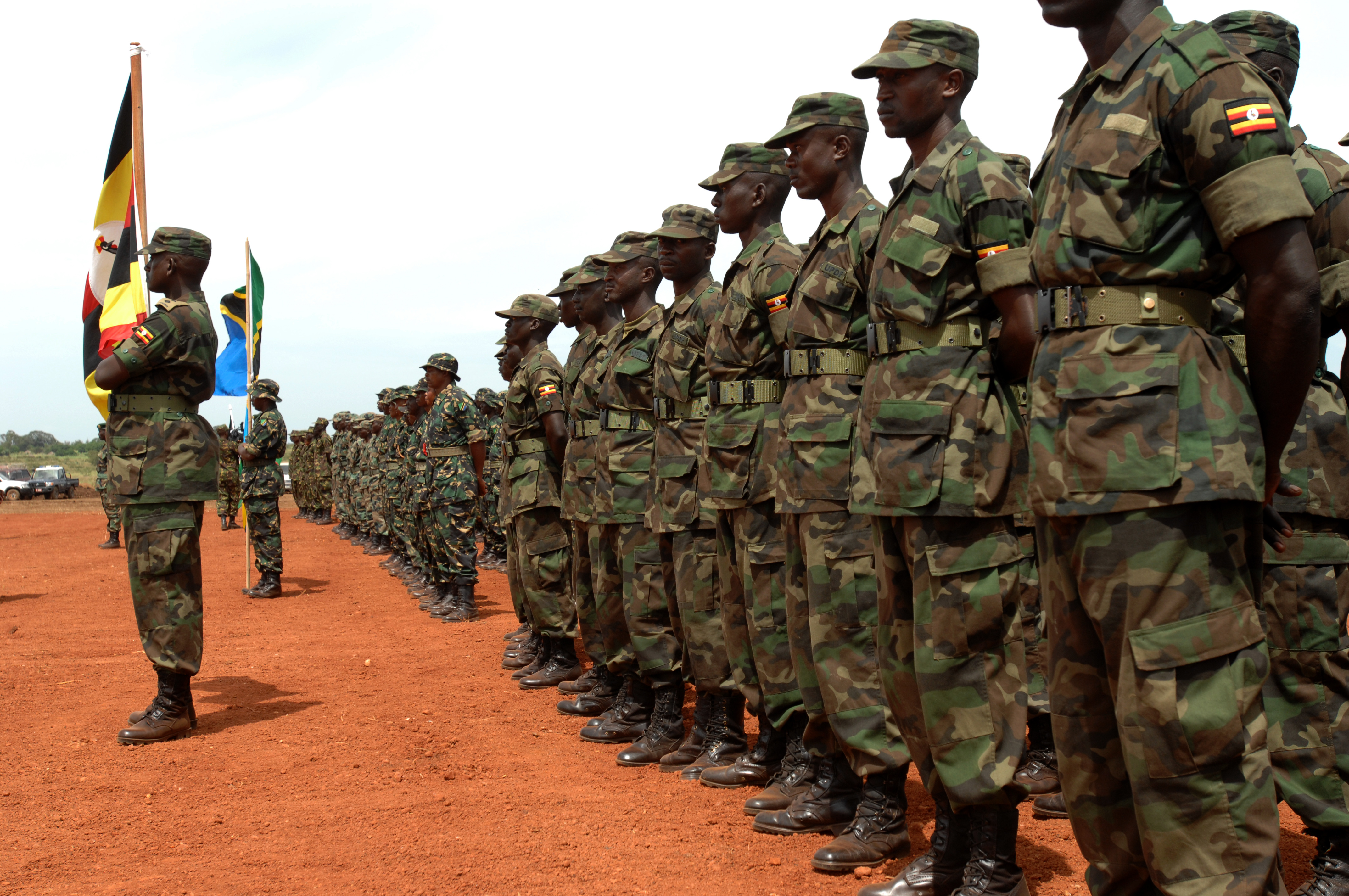
東非聯合軍事訓練

維多利亞湖沿岸擁有豐富的農業用地和地下資源，人口超過一億。2013年推出單一貨幣和統一市場，將探討成為一個聯邦制的國家，即东非联邦。

## 和其他地區的協定
2007年12月，東非共同體和歐洲聯盟協定经济伙伴关系（EPA），並消除關稅及農產品出口，並逐步取消從歐洲進口的工業產品關稅。

## 東非共同體內的網絡使用情況
與發達國家相比，東非共同體內的網絡使用率仍然非常低，網絡速度與發達國家相比也偏慢。於2009年，一條光纖線路被接駁至蒙巴薩港，這些服務集中於市區，而且價格亦比較昂貴。這可能是東非共同體的網絡人口增長的主要障礙之一。

## 領導者

### 现任[2]

#### 首脑峰会成员

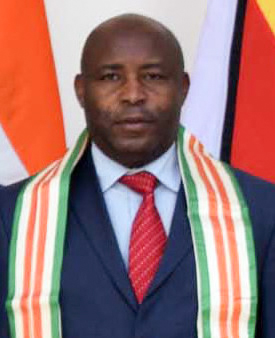
埃瓦里斯特·恩达伊希米耶 第10任 布隆迪总统
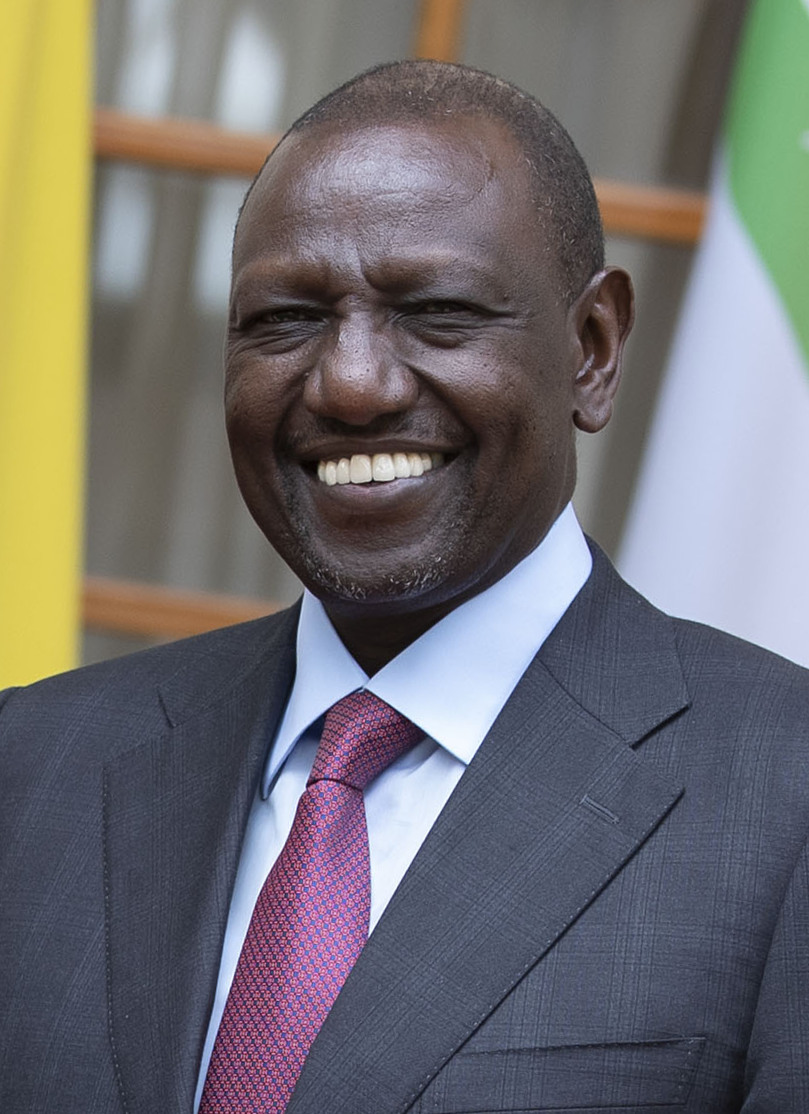
威廉·鲁托 第5任 肯尼亚总统
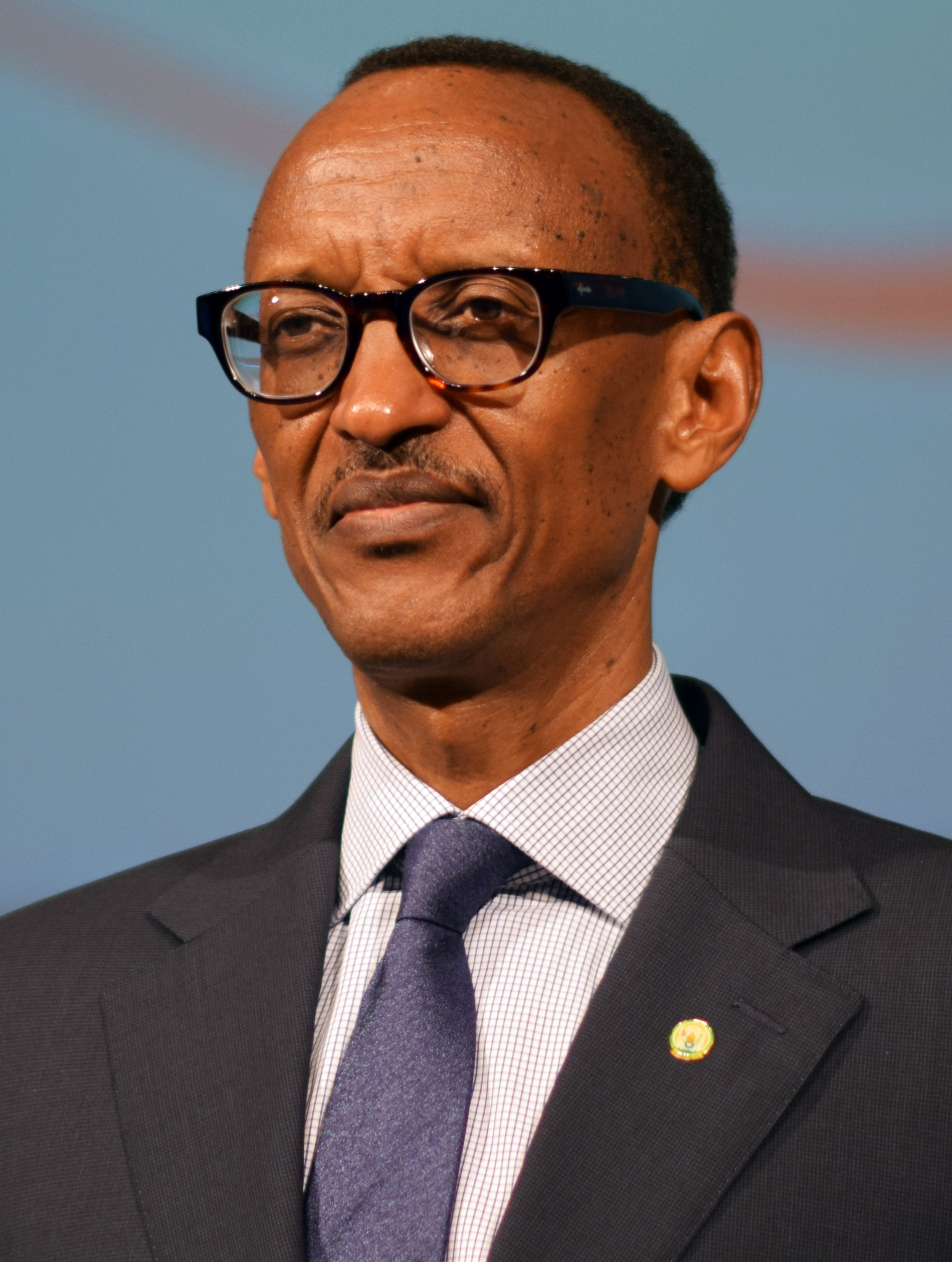
保罗·卡加梅 第4任 卢旺达总统
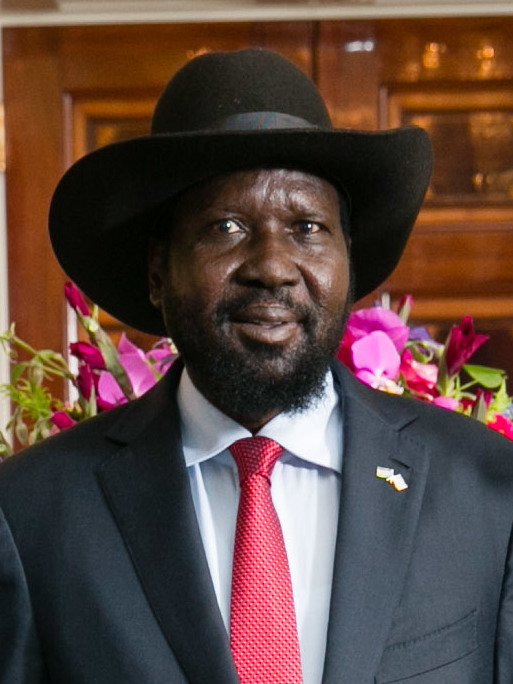
萨尔瓦·基尔·马亚尔迪特 首任 南苏丹总统
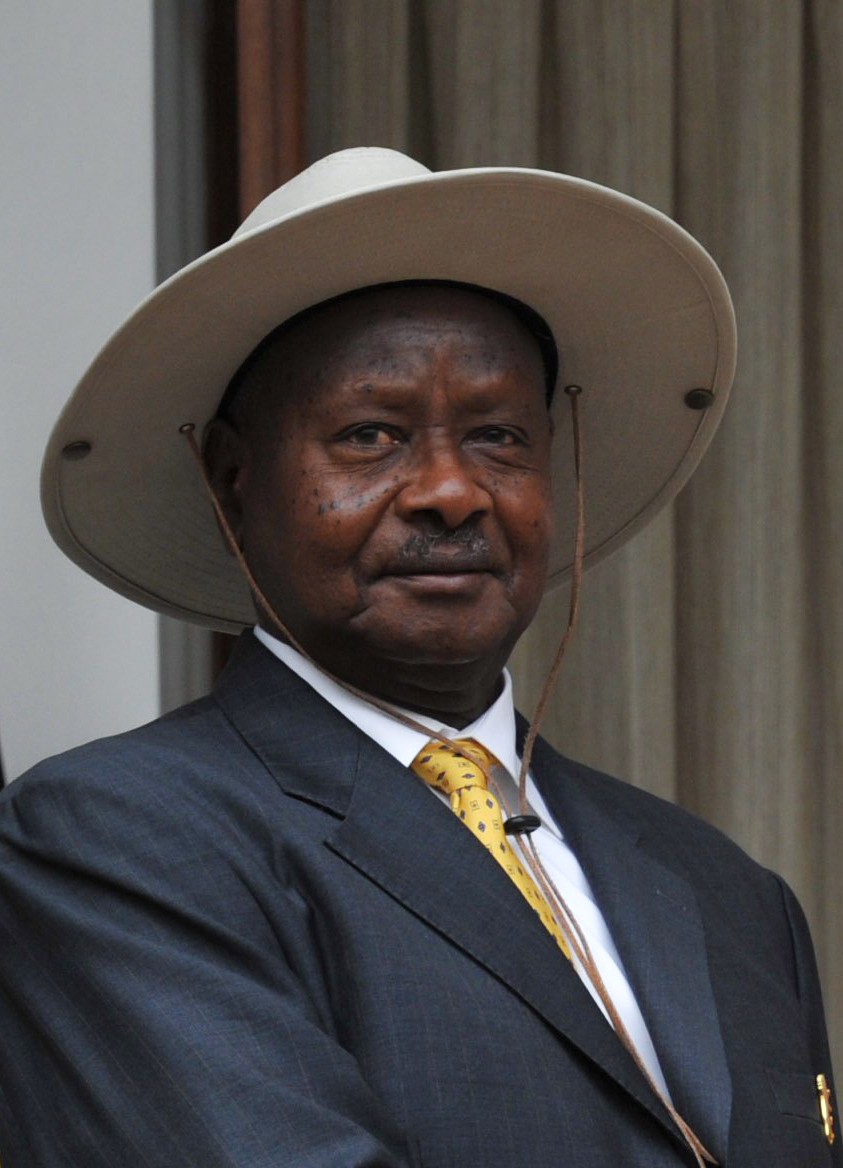
约韦里·穆塞韦尼 第5任 乌干达总统
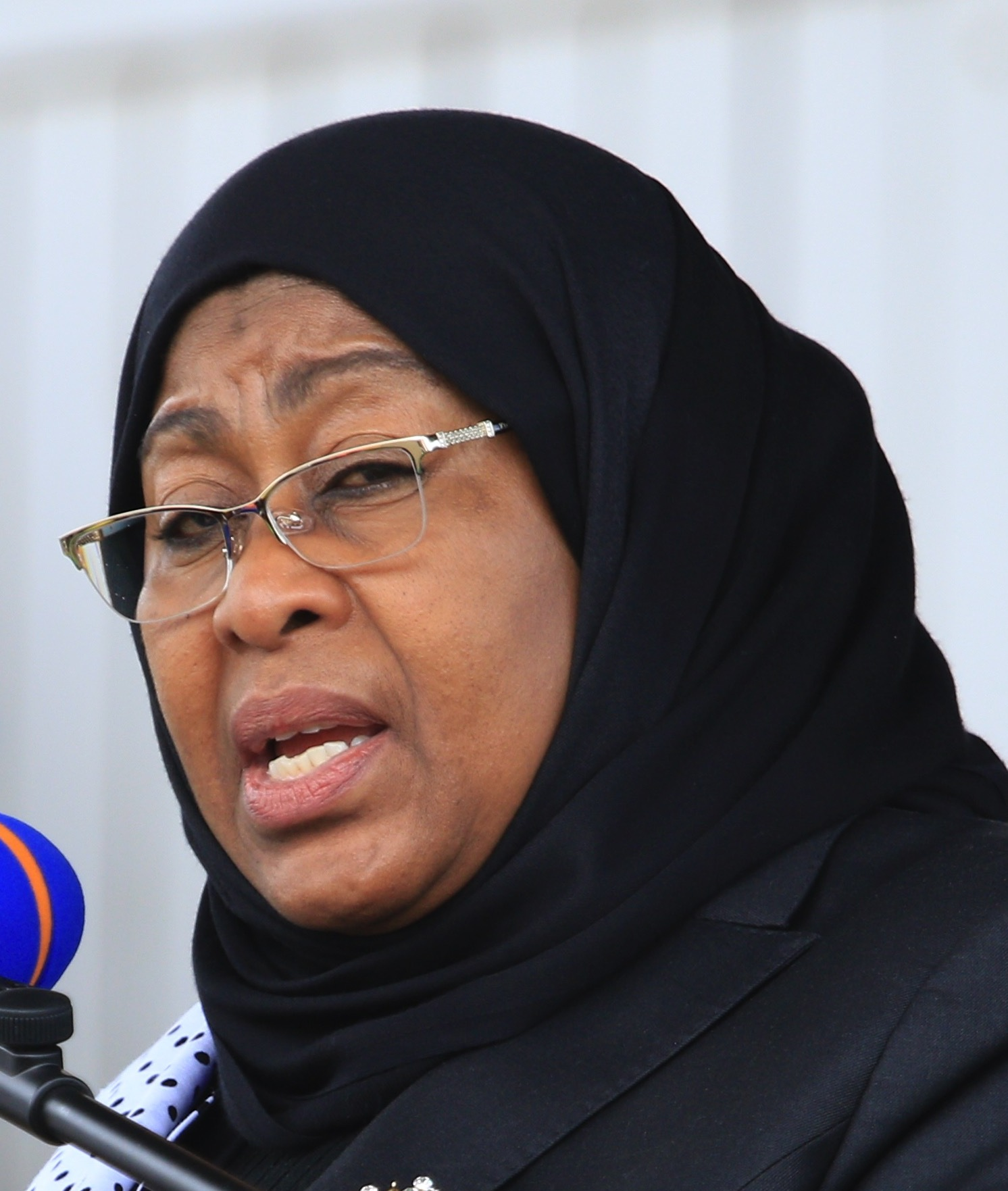
萨米娅·苏卢胡 第6任 坦桑尼亚总统
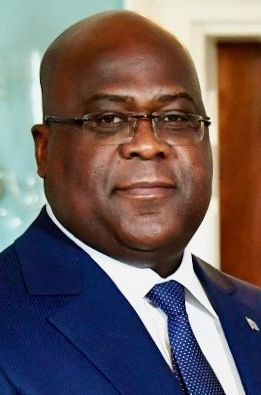
菲利克斯·齊塞克迪 第5任 剛果民主共和國總統
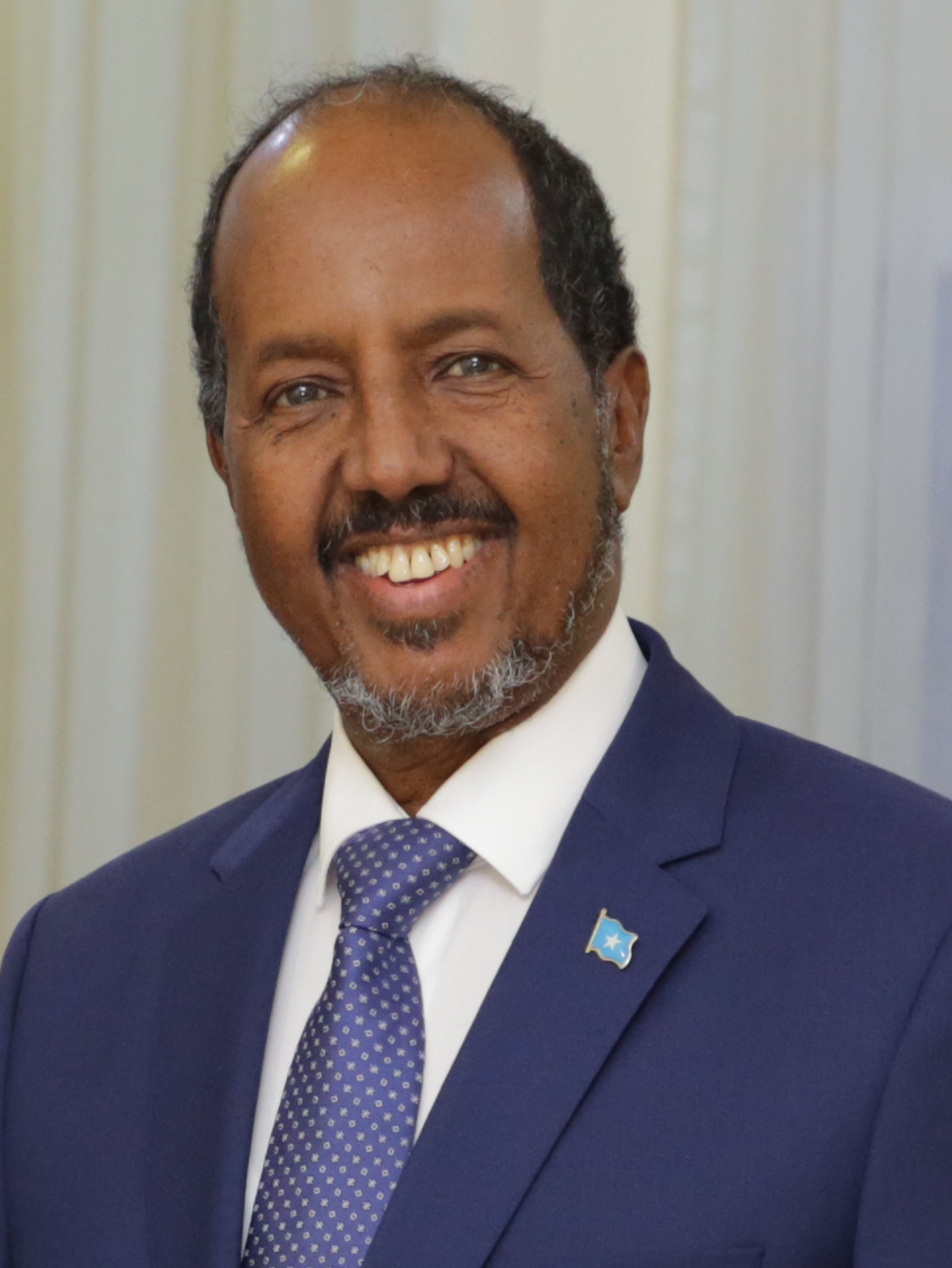
哈桑·谢赫·马哈茂德 第10任 索马里共和國總統

#### 其他重要职位
- 部长会议主席 贝蒂·玛依娜（英语：Betty Maina）
- 协调委员会首席秘书 凯维特·代萨伊（英语：Kevit Desai）

#### 东共体机构
- 秘书长 彼得·马苏基（英语：Peter Mathuki）
- 副秘书长

Steven D.M. Mlote, Planning & Infrastructure Ag. Finance & Administration
Christophe Bazivamo, Productive & Social Sectors
Kenneth A. Bagamuhunda, Director General Customs & Trade
- 东非法院大法官内斯托尔·卡尤贝拉

Registrar Yufnalis N. Okubo
- 东非议会议长马丁·恩戈加（英语：Martin Ngoga）

- Counsel to the Community

Anthony L. Kafumbe, 

### 历任

#### 峰会主席
- 2012–2013   約韋里·穆塞韋尼
- 2013–2015   乌胡鲁·肯雅塔
- 2015–2017   约翰·马古富利
- 2017–2019   約韋里·穆塞韋尼
- 2019–2021   保罗·卡加梅
- 2021–2022   乌胡鲁·肯雅塔
- 2022-2023  埃瓦里斯特·恩達伊希米耶
- 2023-至今  薩爾瓦·基爾·馬亞爾迪特

#### 秘书长
- 1996–2001   弗朗西斯·穆索烏拉（英语：Francis Muthaura）
- 2001–2006   阿曼尼亞·穆謝加（英语：Amanya Mushega）
- 2006–2011   祖馬·姆瓦帕秋（英语：Juma Mwapachu）
- 2011–2016   理查德·賽茲貝拉（英语：Richard Sezibera）
- 2016–2021   莉贝拉·姆富穆凯科（英语：Libérat Mfumukeko）
- 2021–至今   彼得·马苏基（英语：Peter Mathuki）

## 外部連結
- East African Community - Kenya, Uganda, Tanzania, Rwanda, Burundi